# Zinara
Zinara is een geslacht van vlinders van de familie slakrupsvlinders (Limacodidae).

## Soorten
- Z. bilineata Hering, 1928
- Z. cymatoides West, 1937
- Z. discophora Hampson, 1910
- Z. nervosa Walker, 1869
- Z. ploetzi (Schaus, 1893)
- Z. recurvata Hampson, 1910
- Z. unilineata Hering, 1928